# Brevipalpus ocoteae
Brevipalpus ocoteae är en spindeldjursart som beskrevs av De Leon 1961. Brevipalpus ocoteae ingår i släktet Brevipalpus och familjen Tenuipalpidae. Inga underarter finns listade.